# Le Spectateur engagé
Le Spectateur engagé est un livre d'entretiens du sociologue français Raymond Aron paru en 1981 aux éditions Julliard. L'ouvrage a reçu le prix Aujourd'hui 1981.